# NGC 1911
NGC 1911 (другие обозначения — NGC 1920, ESO 85-EN71) — эмиссионная туманность с рассеянным скоплением в созвездии Золотой Рыбы, расположенная в Большом Магеллановом Облаке. Открыта Джоном Гершелем в 1834 году.
Этот объект входит в число перечисленных в оригинальной редакции «Нового общего каталога». Этот объект занесён в Новый общий каталог дважды, с обозначениями NGC 1911, NGC 1920: Гершель восемь раз наблюдал объект и при одном из наблюдений записал другие координаты.